# Premier League (2010/2011)
Sezon 2010/2011 – dziewiętnasta edycja rozgrywek Premier League od czasu założenia w 1992 roku. W rywalizacji bierze udział 20 zespołów w tym obrońca tytułu Chelsea oraz trzy zespoły które awansowały z Championship: Newcastle United, West Bromwich Albion oraz Blackpool. Liga wystartowała 14 sierpnia 2010 i zakończyła się 22 maja 2011.

## Zmiana reguł
W sezonie 2010/2011 weszły w życie nowe zasady dotyczące składów drużyn. Każdy klub może zgłosić do rozgrywek maksymalnie 25 zawodników, z których ośmiu musi posiadać status wychowanka (tzw. „home-grown players”). Reguły Premier League za wychowanka uważają gracza w dowolnym wieku i dowolnej narodowości, który przed ukończeniem 21. roku życia, przez trzy lata był zarejestrowany w jednym z klubów angielskiej lub walijskiej federacji. Oprócz 25-osobowej kadry klub może także zgłosić do rozgrywek dowolną liczbę zawodników urodzonych po 30 grudnia 1988 roku.

## Rozgrywki
W rozgrywkach bierze udział 17 drużyn, które występowały w tej klasie rozgrywkowej w poprzednim sezonie oraz 3 beniaminków.
| Uczestnicy poprzedniej edycji                                                                                 | Uczestnicy poprzedniej edycji | Uczestnicy poprzedniej edycji | Uczestnicy poprzedniej edycji |
| --- | ----------------------------- | ----------------------------- | ----------------------------- |
| CHE | Chelsea                       | 1                             |                               |
| MNU | Manchester United             | 2                             |                               |
| ARS | Arsenal                       | 3                             |                               |
| TOT | Tottenham Hotspur             | 4                             |                               |
| MNC | Manchester City               | 5                             |                               |
| AST | Aston Villa                   | 6                             |                               |
| LFC | Liverpool                     | 7                             |                               |
| EVE | Everton                       | 8                             |                               |
| BIR | Birmingham City               | 9                             |                               |
| BLR | Blackburn Rovers              | 10                            |                               |
| STK | Stoke City                    | 11                            |                               |
| FUL | Fulham                        | 12                            |                               |
| SUN | Sunderland                    | 13                            |                               |
| BOL | Bolton Wanderers              | 14                            |                               |
| WOL | Wolverhampton Wanderers       | 15                            |                               |
| WIG | Wigan Athletic                | 16                            |                               |
| WHU | West Ham United               | 17                            |                               |
| Awans z League Championship                                                                                   |                               |                               |                               |
| NEW | Newcastle United              | 1                             |                               |
| WBA | West Bromwich Albion          | 2                             |                               |
| po barażach                                                                                                   |                               |                               |                               |
| BPL | Blackpool                     | 6                             |                               |
| Oznaczenia: - kolumna pierwsza – skróty nazw drużyn, - kolumna trzecia – miejsce zajęte w poprzednim sezonie. |                               |                               |                               |

## Tabela ligowa
| Lp. | Drużyna                 | M  | Z  | R  | P  | Bramki | Bramki | Różn. | Pkt | Uwagi                                         |
| --- | ----------------------- | -- | -- | -- | -- | ------ | ------ | ----- | --- | --------------------------------------------- |
| 1   | Manchester United (M)   | 38 | 23 | 11 | 4  | 78     | 37     | +41   | 80  | Liga Mistrzów UEFA • Faza grupowa             |
| 2   | Chelsea                 | 38 | 21 | 8  | 9  | 69     | 33     | +36   | 71  | Liga Mistrzów UEFA • Faza grupowa             |
| 3   | Manchester City         | 38 | 21 | 8  | 9  | 60     | 33     | +27   | 71  | Liga Mistrzów UEFA • Faza grupowa             |
| 4   | Arsenal                 | 38 | 19 | 11 | 8  | 72     | 43     | +29   | 68  | Liga Mistrzów UEFA • Runda play-off           |
| 5   | Tottenham Hotspur       | 38 | 16 | 14 | 8  | 55     | 46     | +9    | 62  | Liga Europy UEFA • Runda play-off             |
| 6   | Liverpool               | 38 | 17 | 7  | 14 | 59     | 44     | +15   | 58  |                                               |
| 7   | Everton                 | 38 | 13 | 15 | 10 | 51     | 45     | +6    | 54  |                                               |
| 8   | Fulham                  | 38 | 11 | 16 | 11 | 49     | 43     | +6    | 49  | Liga Europy UEFA • I runda kwalifikacyjna1    |
| 9   | Aston Villa             | 38 | 12 | 12 | 14 | 48     | 59     | −11   | 48  |                                               |
| 10  | Sunderland              | 38 | 12 | 11 | 15 | 45     | 56     | −11   | 47  |                                               |
| 11  | West Bromwich Albion    | 38 | 12 | 11 | 15 | 56     | 71     | −15   | 47  |                                               |
| 12  | Newcastle United        | 38 | 11 | 13 | 14 | 56     | 57     | −1    | 46  |                                               |
| 13  | Stoke City              | 38 | 13 | 7  | 18 | 46     | 48     | −2    | 46  | Liga Europy UEFA • III runda kwalifikacyjna2  |
| 14  | Bolton Wanderers        | 38 | 12 | 10 | 16 | 52     | 56     | −4    | 46  |                                               |
| 15  | Blackburn Rovers        | 38 | 11 | 10 | 17 | 46     | 59     | −13   | 43  |                                               |
| 16  | Wigan Athletic          | 38 | 9  | 15 | 14 | 40     | 61     | −21   | 42  |                                               |
| 17  | Wolverhampton Wanderers | 38 | 11 | 7  | 20 | 46     | 66     | −20   | 40  |                                               |
| 18  | Birmingham City (S)     | 38 | 8  | 15 | 15 | 37     | 58     | –21   | 39  | Liga Europy UEFA (2011/2012)•Runda play off 3 |
| 18  | Birmingham City (S)     | 38 | 8  | 15 | 15 | 37     | 58     | –21   | 39  | Spadek do Football League                     |
| 19  | Blackpool (S)           | 38 | 10 | 9  | 19 | 55     | 78     | −23   | 39  | Spadek do Football League                     |
| 20  | West Ham United (S)     | 38 | 7  | 12 | 19 | 43     | 70     | −27   | 33  | Spadek do Football League                     |

## Wyniki meczów
| Gospodarz \ Gość        | ARS | AST | BIR | BLR | BPL | BOL | CHE | EVE | FUL | LFC | MNC | MNU | NEW | STK | SUN | TOT | WBA | WHU | WIG | WOL |
| Arsenal                 |     | 1:2 | 2:1 | 0:0 | 6:0 | 4:1 | 3:1 | 2:1 | 2:1 | 1:1 | 0:0 | 1:0 | 0:1 | 1:0 | 0:0 | 2:3 | 2:3 | 1:0 | 3:0 | 2:0 |
| Aston Villa             | 2:4 |     | 0:0 | 4:1 | 3:2 | 1:1 | 0:0 | 1:0 | 2:2 | 1:0 | 1:0 | 2:2 | 1:0 | 1:1 | 0:1 | 1:2 | 2:1 | 3:0 | 1:1 | 0:1 |
| Birmingham City         | 0:3 | 1:1 |     | 2:1 | 2:0 | 2:1 | 1:0 | 0:2 | 0:2 | 0:0 | 2:2 | 1:1 | 0:2 | 1:0 | 2:0 | 1:1 | 1:3 | 2:2 | 0:0 | 1:1 |
| Blackburn Rovers        | 1:2 | 2:0 | 1:1 |     | 2:2 | 1:0 | 1:2 | 1:0 | 1:1 | 3:1 | 0:1 | 1:1 | 0:0 | 0:2 | 0:0 | 0:1 | 2:0 | 1:1 | 2:1 | 3:0 |
| Blackpool               | 1:3 | 1:1 | 1:2 | 1:2 |     | 4:3 | 1:3 | 2:2 | 2:2 | 2:1 | 2:3 | 2:3 | 1:1 | 0:0 | 1:2 | 3:1 | 2:1 | 1:3 | 1:3 | 2:1 |
| Bolton Wanderers        | 2:1 | 3:2 | 2:2 | 2:1 | 2:2 |     | 0:4 | 2:0 | 0:0 | 0:1 | 0:2 | 2:2 | 5:1 | 2:1 | 1:2 | 4:2 | 2:0 | 3:0 | 1:1 | 1:0 |
| Chelsea                 | 2:0 | 3:3 | 3:1 | 2:0 | 4:0 | 1:0 |     | 1:1 | 1:0 | 0:1 | 2:0 | 2:1 | 2:2 | 2:0 | 0:3 | 2:1 | 6:0 | 3:0 | 1:0 | 2:0 |
| Everton                 | 1:2 | 2:2 | 1:1 | 2:0 | 5:3 | 1:1 | 1:0 |     | 2:1 | 2:0 | 2:1 | 3:3 | 0:1 | 1:0 | 2:0 | 2:1 | 1:4 | 2:2 | 0:0 | 1:1 |
| Fulham                  | 2:2 | 1:1 | 1:1 | 3:2 | 3:0 | 3:0 | 0:0 | 0:0 |     | 2:5 | 1:4 | 2:2 | 1:0 | 2:0 | 0:0 | 1:2 | 3:0 | 1:3 | 2:0 | 2:1 |
| Liverpool               | 1:1 | 3:0 | 5:0 | 2:1 | 1:2 | 2:1 | 2:0 | 2:2 | 1:0 |     | 3:0 | 3:1 | 3:0 | 2:0 | 2:2 | 0:2 | 1:0 | 3:0 | 1:1 | 0:1 |
| Manchester City         | 0:3 | 4:0 | 0:0 | 1:1 | 1:0 | 1:0 | 1:0 | 1:2 | 1:1 | 3:0 |     | 0:0 | 2:1 | 3:0 | 5:0 | 1:0 | 3:0 | 2:1 | 1:0 | 4:3 |
| Manchester United       | 1:0 | 3:1 | 5:0 | 7:1 | 4:2 | 1:0 | 2:1 | 1:0 | 2:0 | 3:2 | 2:1 |     | 3:0 | 2:1 | 2:0 | 2:0 | 2:2 | 3:0 | 2:0 | 2:1 |
| Newcastle United        | 4:4 | 6:0 | 2:1 | 1:2 | 0:2 | 1:1 | 1:1 | 1:2 | 0:0 | 3:1 | 1:3 | 0:0 |     | 1:2 | 5:1 | 1:1 | 3:3 | 5:0 | 2:2 | 4:1 |
| Stoke City              | 3:1 | 2:1 | 3:2 | 1:0 | 0:1 | 2:0 | 1:1 | 2:0 | 0:2 | 2:0 | 1:1 | 1:2 | 4:0 |     | 3:2 | 1:2 | 1:1 | 1:1 | 0:1 | 3:0 |
| Sunderland              | 1:1 | 1:0 | 2:2 | 3:0 | 0:2 | 1:0 | 2:4 | 2:2 | 0:3 | 0:2 | 1:0 | 0:0 | 1:1 | 2:0 |     | 1:2 | 2:3 | 1:0 | 4:2 | 1:3 |
| Tottenham Hotspur       | 3:3 | 2:1 | 2:1 | 4:2 | 1:1 | 2:1 | 1:1 | 1:1 | 1:0 | 2:1 | 0:0 | 0:0 | 2:0 | 3:2 | 1:1 |     | 2:2 | 0:0 | 0:1 | 3:1 |
| West Bromwich Albion    | 2:2 | 2:1 | 3:1 | 1:3 | 3:2 | 1:1 | 1:3 | 1:0 | 2:1 | 2:1 | 0:2 | 1:2 | 3:1 | 0:3 | 1:0 | 1:1 |     | 3:3 | 2:2 | 1:1 |
| West Ham United         | 0:3 | 1:2 | 0:1 | 1:1 | 0:0 | 1:3 | 1:3 | 1:1 | 1:1 | 3:1 | 1:3 | 2:4 | 1:2 | 3:0 | 0:3 | 1:0 | 2:2 |     | 3:1 | 2:0 |
| Wigan Athletic          | 2:2 | 1:2 | 2:1 | 4:3 | 0:4 | 1:1 | 0:6 | 1:1 | 1:1 | 1:1 | 0:2 | 0:4 | 0:1 | 2:2 | 1:1 | 0:0 | 1:0 | 3:2 |     | 2:0 |
| Wolverhampton Wanderers | 0:2 | 1:2 | 1:0 | 2:3 | 4:0 | 2:3 | 1:0 | 0:3 | 1:1 | 0:3 | 2:1 | 2:1 | 1:1 | 2:1 | 3:2 | 3:3 | 3:1 | 1:1 | 1:2 |     |

Aktualne na 22 kwietnia 2011. Źródło: Barclays Premier League
Objaśnienia:
1Drużyna gospodarzy jest wymieniona po lewej stronie tabeli.
Kolory: zielony – zwycięstwo gospodarzy, żółty – remis, różowy – zwycięstwo gości.

## Stadiony
| Klub                    | Stadion                    | Pojemność |
| ----------------------- | -------------------------- | --------- |
| Manchester United       | Old Trafford               | 76 212    |
| Arsenal                 | Emirates Stadium           | 60 355    |
| Newcastle               | St James’ Park             | 52 409    |
| Sunderland              | Stadium of Light           | 48 707    |
| Manchester City         | City of Manchester Stadium | 47 726    |
| Liverpool               | Anfield Road               | 45 522    |
| Aston Villa             | Villa Park                 | 42 640    |
| Chelsea                 | Stamford Bridge            | 42 055    |
| Everton                 | Goodison Park              | 40 569    |
| Tottenham Hotspur       | White Hart Lane            | 36 240    |
| West Ham United         | Upton Park                 | 35 303    |
| Blackburn Rovers        | Ewood Park                 | 31 367    |
| Birmingham City         | St Andrews                 | 30 009    |
| Wolverhampton Wanderers | Molineux                   | 29 396    |
| Bolton Wanderers        | Reebok Stadium             | 28 723    |
| Stoke City              | Britannia Stadium          | 28 383    |
| West Bromwich Albion    | The Hawthorns              | 26 486    |
| Fulham                  | Craven Cottage             | 25 700    |
| Wigan Athletic          | DW Stadium                 | 25 138    |
| Blackpool               | Bloomfield Road            | 12 555    |

## Statystyki

### Najlepsi strzelcy
| Zawodnik                                                             | Zespół                                                            | Liczba bramek |
| -------------------------------------------------------------------- | ----------------------------------------------------------------- | ------------- |
| Dimityr Berbatow Carlos Tévez                                        | Manchester United Manchester City                                 | 20            |
| Robin van Persie                                                     | Arsenal                                                           | 18            |
| Darren Bent                                                          | Sunderland/Aston Villa                                            | 17            |
| Peter Odemwingie                                                     | West Bromwich Albion                                              | 15            |
| Florent Malouda DJ Campbell Javier Hernández Dirk Kuijt Andy Carroll | Chelsea Blackpool Manchester United Liverpool Newcastle/Liverpool | 13            |

### Najwięcej asyst
| Zawodnik                                                               | Zespół                                                             | Liczba asyst |
| ---------------------------------------------------------------------- | ------------------------------------------------------------------ | ------------ |
| Nani                                                                   | Manchester United                                                  | 18           |
| Didier Drogba                                                          | Chelsea                                                            | 15           |
| Cesc Fàbregas                                                          | Arsenal                                                            | 14           |
| Andriej Arszawin Leighton Baines Chris Brunt Wayne Rooney Ashley Young | Arsenal Everton West Bromwich Albion Manchester United Aston Villa | 11           |

### Najwięcej żółtych kartek
| Zawodnik                                                                                          | Zespół                                                                                               | Liczba kartek |
| ------------------------------------------------------------------------------------------------- | --- | ------------- |
| Cheik Tioté                                                                                       | Newcastle United                                                                                     | 14            |
| Branislav Ivanović                                                                                | Chelsea                                                                                              | 12            |
| Adam Dodd Maynor Figueroa                                                                         | Blackpool Wigan Athletic                                                                             | 11            |
| Míchel Salgado Kevin Nolan Kevin Davies                                                           | Blackburn Rovers Newcastle United Bolton Wanderers                                                   | 10            |
| Ciaran Clark Steve Gohouri Chris Brunt Nigel de Jong Kieran Richardson John Heitinga Paul Scholes | Aston Villa Wigan Athletic West Bromwich Albion Manchester City Sunderland Everton Manchester United | 9             |

### Liczby sezonu
| Zagadnienie               | Liczba     |
| ------------------------- | ---------- |
| Mecze                     | 380        |
| Zwycięstwa gospodarzy     | 179        |
| Remisy                    | 111        |
| Wygrane gości             | 90         |
| Liczba goli               | 1063       |
| Średnia goli na mecz      | 2,80       |
| Średnia widzów na mecz    | 35 284     |
| Suma widzów na stadionach | 13 372 318 |

### Naj... sezonu
| Naj...                           | Liczba | Kto                     |
| -------------------------------- | ------ | ----------------------- |
| Najszybciej strzelony gol        | 30 s   | Maxi Rodríguez          |
| Najwięcej goli w jednym meczu    | 5      | Dimityr Berbatow        |
| Najwyższa średnia frekwencja     | 75 109 | Manchester United       |
| Najniższa średnia frekwencja     | 15 779 | Blackpool               |
| Najwięcej meczów bez straty gola | 18     | Manchester City         |
| Najmniej meczów bez straty gola  | 2      | West Bromwich Albion    |
| Najwięcej żółtych kartek         | 78     | Newcastle United        |
| Najwięcej zwycięstw u siebie     | 18     | Manchester United       |
| Najwięcej zwycięstw na wyjeździe | 8      | Manchester City Arsenal |
| Najwięcej zwycięstw z rzędu      | 5      | Chelsea                 |

## Zmiany trenerów
| Klub                 | Były trener       | Powód odejścia                     | Data odejścia   | Nowy trener     | Data zatrudnienia |
| -------------------- | ----------------- | ---------------------------------- | --------------- | --------------- | ----------------- |
| West Ham             | Gianfranco Zola   | Zwolnienie                         | 11 maja 2010    | Awraham Grant   | 3 czerwca 2010    |
| Liverpool            | Rafael Benítez    | Za porozumieniem stron             | 3 czerwca 2010  | Roy Hodgson     | 1 lipca 2010      |
| Fulham               | Roy Hodgson       | Podpisanie kontraktu z Liverpoolem | 3 czerwca 2010  | Mark Hughes     | 29 lipca 2010     |
| Aston Villa          | Martin O’Neill    | Rezygnacja                         | 9 sierpnia 2010 | Gérard Houllier | 9 sierpnia 2010   |
| Newcastle United     | Chris Hughton     | Zwolnienie                         | 6 grudnia 2010  | Alan Pardew     | 9 grudnia 2010    |
| Blackburn Rovers     | Sam Allardyce     | Zwolnienie                         | 13 grudnia 2010 | Steve Kean      | 22 grudnia 2010   |
| Liverpool            | Roy Hodgson       | Za porozumieniem stron             | 8 stycznia 2011 | Kenny Dalglish  | 8 stycznia 2011   |
| West Bromwich Albion | Roberto Di Matteo | Zwolnienie                         | 6 lutego 2011   | Roy Hodgson     | 11 lutego 2011    |
| West Ham United      | Awraham Grant     | Zwolnienie                         | 15 maja 2011    | Kevin Keen      | 15 maja 2011      |